# Gaeta (pirofregata)
La Gaeta è stata una pirofregata di I rango ad elica della Regia Marina.

## Caratteristiche e costruzione
Impostata nei cantieri di Castellammare di Stabia il 1º settembre 1860 per conto della Real Marina del Regno delle Due Sicilie come unità similare delle pirofregate Borbona e Farnese, la nave, con l'occupazione del Napoletano ad opera delle truppe piemontesi e garibaldine (inizio settembre 1860), venne catturata a pochi giorni dall'impostazione.
La costruzione proseguì quindi per conto della Marina del Regno di Sardegna e poi, dopo il 17 marzo 1861, per conto della neonata Regia Marina italiana, per la quale la nave, dopo il varo (31 agosto 1863), entrò in servizio il 16 luglio 1865. Costruita in legno di quercia di Calabria con scafo rivestito di piastre di rame, la Gaeta, benché potentemente armata con ben 54 bocche da fuoco, all'entrata in servizio era ormai superata dall'introduzione della corazzatura, di cui era priva. L'armamento velico consisteva in tre alberi a vele quadre (nave).
Già nel 1866 il pesante armamento di 54 cannoni venne modificato e ridotto a 42 pezzi d'artiglieria, ma più moderni e potenti: 32 cannoni a canna liscia da 160 mm e 10 cannoni lisci da 80 libbre.

## Storia operativa
A meno di un anno dall'entrata in servizio, nel maggio del 1866, la Gaeta venne aggregata, nell'imminenza dello scoppio della terza guerra d'indipendenza, alla II Squadra dell'Armata d'Operazioni incaricata delle operazioni navali in Adriatico. Il mattino del 21 giugno 1866 la flotta italiana lasciò la base di Taranto e fece rotta per Ancona, dove arrivò il 25 giugno, di pomeriggio.
Dall'8 al 12 luglio la flotta italiana fu in crociera di guerra nell'Adriatico, senza tuttavia incontrare forze navali nemiche.
Nel primo pomeriggio del 16 luglio l'armata salpò da Ancona diretta a Lissa, dove progettava di sbarcare. L'attacco ebbe inizio nella mattina del 18 luglio, con pesanti bombardamenti diretti contro le fortificazioni dell'isola: la Gaeta, insieme alle altre unità della II Squadra (pirofregate Maria Adelaide, Vittorio Emanuele, Duca di Genova e Garibaldi, pirocorvetta San Giovanni), avrebbe dovuto bombardare le fortificazioni di Porto Manego, luogo prescelto per lo sbarco. In realtà, tuttavia, solo la Maria Adelaide e la Vittorio Emanuele eseguirono alcune salve, per poi ritirarsi, decisione giustificata dal viceammiraglio Giovan Battista Albini (che l'aveva presa dopo aver convocato tutti i comandanti sulla Maria Adelaide, sua nave ammiraglia, ed averli consultati), comandante della II Squadra, con la presenza di scogli affioranti e di una batteria precedentemente non individuata. Inoltre le fregate in legno, pur disponendo di portelli che consentivano una maggiore elevazione dei cannoni rispetto alle unità corazzate, si erano portate troppo sottocosta per poter efficacemente battere le batterie avversarie, la cui altitudine fu peraltro sovrastimata.
Nella mattina del 19 luglio, giunte di rinforzo le pirofregate Principe Umberto, Carlo Alberto e Governolo con una compagnia di fanteria, l'azione contro Lissa riprese. Nella giornata del 19 luglio le navi della II Squadra (giunta ora a comprendere tutte le unità in legno dell'armata, ovvero sette pirofregate ad elica e due a ruote, oltre ad una pirocorvetta ad elica), insieme alla flottiglia cannoniere del capitano di fregata Sandri (tre unità, più un avviso, un trasporto ed una nave ospedale), dapprima bombardarono i forti esterni di Porto San Giorgio, quindi effettuarono un tentativo di sbarco con 2.000 uomini a Porto Carober. Il tentativo di sbarco fallì in quanto il viceammiraglio Albini, vedendo le scialuppe con le truppe destinate allo sbarco bersagliate da un forte tiro di fucileria, ordinò di riprendere a bordo tutte le truppe.
All'alba del 20 luglio, ricevuto un rinforzo di 500 uomini (la forza da sbarco ammontava ora a 2.500-3.000 uomini), la II Squadra si portò nuovamente nelle acque di Porto Carober per ritentare lo sbarco, ma alle 7:50 del mattino, mentre lo sbarco era già in corso, sopraggiunse la squadra navale austroungarica agli ordini del viceammiraglio Wilhelm von Tegetthoff: ebbe così inizio la battaglia di Lissa, conclusasi con una drammatica sconfitta della flotta italiana. L'ammiraglio Albini ordinò di sospendere lo sbarco e di reimbarcare in fretta le truppe, facendo rientrare le scialuppe e facendole prendere a rimorchio dalle cannoniere di Sandri: il reimbarco fu tuttavia frettoloso e non pochi equipaggiamenti vennero abbandonati e caddero quindi in mano nemica. Inoltre, Albini perse tempo a recuperare le scialuppe, compito che, secondo gli ordini, avrebbe dovuto essere di competenza della sola flottiglia Sandri. Nei piani di battaglia del comandante l'armata, ammiraglio Carlo Pellion di Persano, la II Squadra avrebbe dovuto seguire e supportare il gruppo delle corazzate, composto dalle squadre I e III con, in quel momento, dieci unità, ma Albini, che aveva rancori nei confronti di Persano, procedette così lentamente da restare molto distanziato, quindi non partecipò minimamente alla battaglia, lasciando le dieci corazzate di Persano a battersi da sole contro l'intera flotta austroungarica (26 unità). Se si eccettua l'iniziativa dei loro comandanti della Principe Umberto e della Governolo, che lasciarono il loro posto nella II Squadra per accorrere in aiuto delle corazzate ma vennero presto richiamati indietro, la II Squadra rimase del tutto inattiva per tutta la durata della battaglia, che vide la perdita, da parte italiana, delle unità corazzate Re d’Italia e Palestro. Dopo un tentativo di contrattacco ordinato da Persano ma seguito da due sole unità, e pertanto subito abortito, la battaglia si concluse verso le 14, anche se la flotta italiana rimase ad incrociare sul posto sino a sera, quando Persano ordinò infine di rientrare ad Ancona.
Successivamente a Lissa l'armata venne sciolta, e tutte le navi in legno furono fatte rientrare a Taranto.
Nel settembre 1866 la Gaeta venne mandata a Palermo, partecipando alla repressione dell'insurrezione della città.
Sul finire del 1866 la pirofregata venne inviata a Suda, sull'isola di Creta, dov'era in corso una ribellione contro l'Impero ottomano. Nel 1867 l'unità pattugliò le coste laziali per sventare eventuali tentativi garibaldini di liberare Roma.
Posta successivamente in riserva, nel febbraio del 1869 la Gaeta tornò in servizio in qualità di nave di bandiera dell'ammiraglio Amedeo di Savoia, comandante la Squadra del Mediterraneo.
Nel 1873 la fregata venne usata con compiti di vigilanza nelle acque di Palermo, poi nel Levante. Dislocata poi a Napoli, vi venne adibita a ruoli di addestramento delle reclute fino al 31 marzo 1875, data in cui, dopo meno di dieci anni di servizio, l'obsoleta unità venne radiata. Fu poi demolita.
La polena della Gaeta è conservata presso il Museo tecnico navale di La Spezia.